# ゼーフェルトの聖体の奇跡

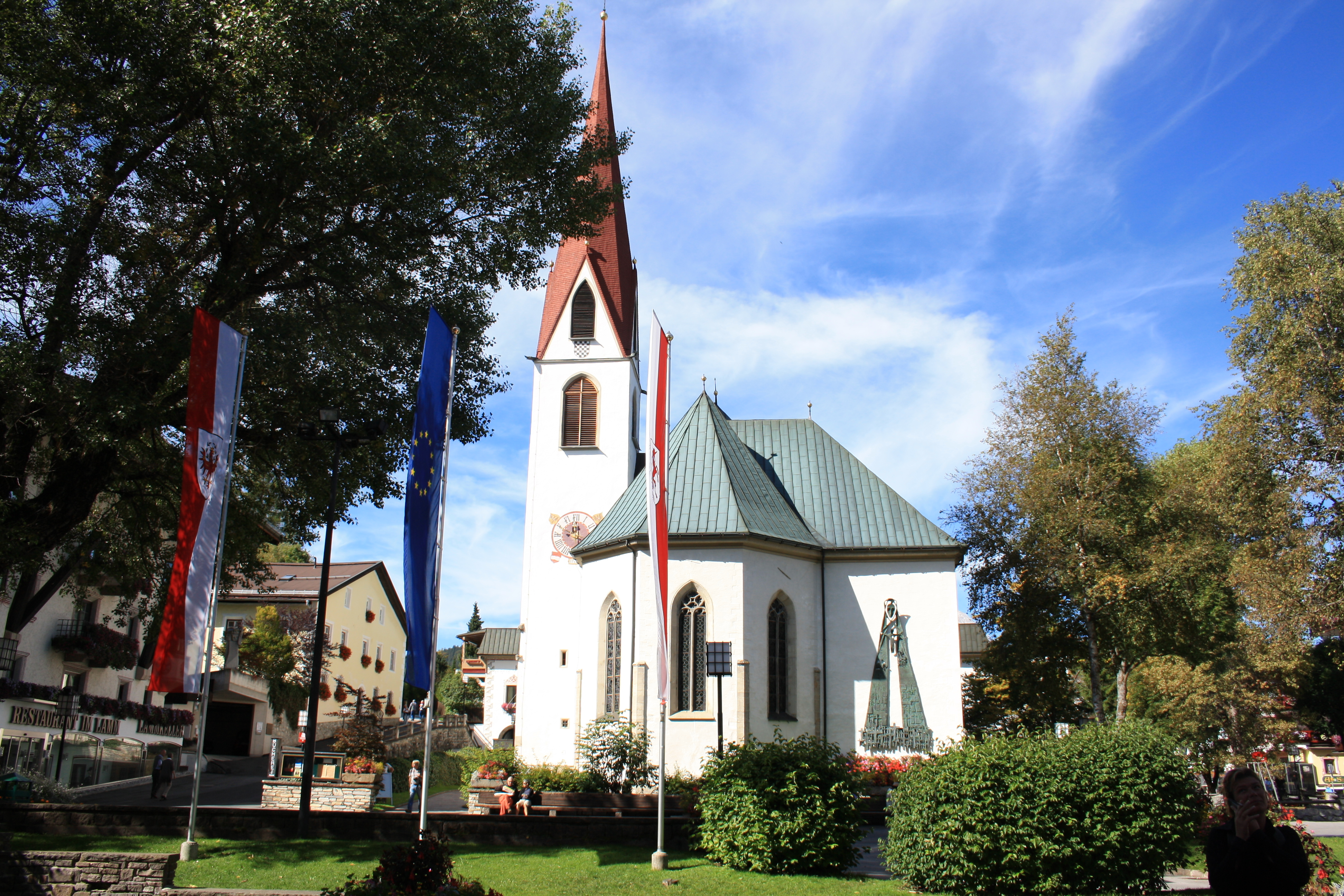
聖オズワルド教区教会

ゼーフェルトの聖体の奇跡は、1384年にオーストリアのゼーフェルトで起こったとされる聖体の奇跡の事である。

## 概要

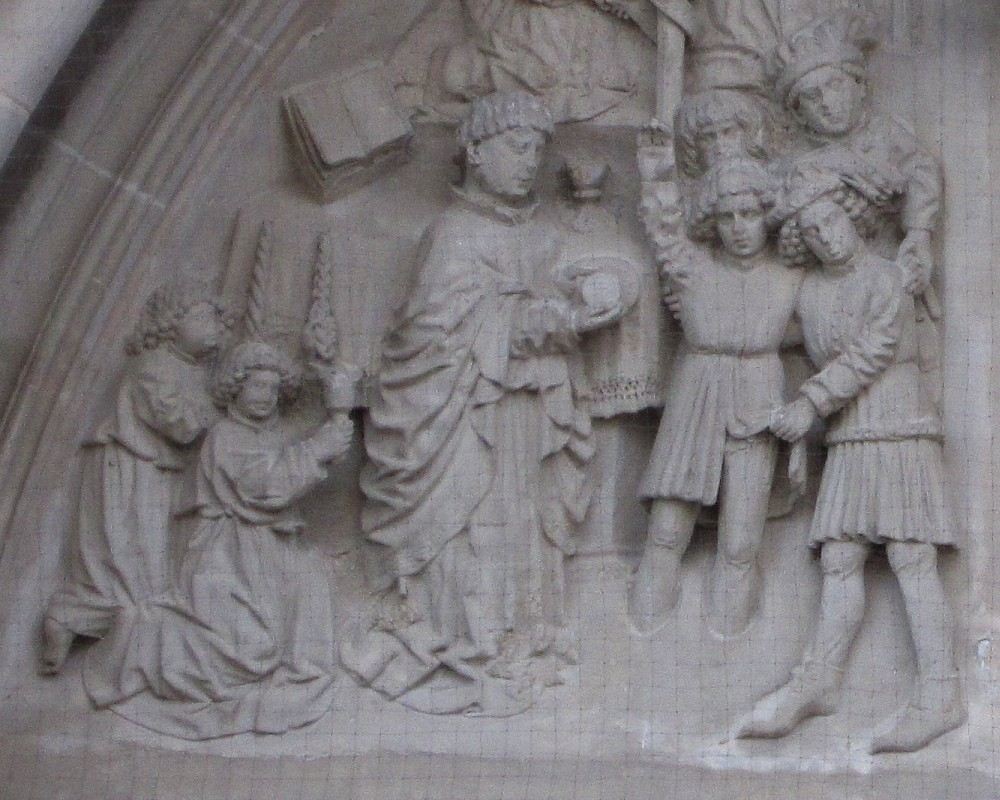
聖体の奇跡を描写した彫刻

1384年3月25日、オーストリアのゼーフェルトで行われていた聖木曜日のミサの時、シュロスバーグの領主であるオズワルド・ミルザーは、司祭が使用する大きな聖体を拝領することを期待していた。だが、ミルザーが聖別された聖体を拝領しようとした瞬間、床が震え壊れ始めた。司祭は、落ちないように祭壇を掴んでいたミルザーの口から、すぐに聖体を取り戻した。すると現象は収まり、聖体から血が滴り始めた。奇跡の目撃者は多く、すぐにそのニュースは全国に広まった。皇帝マクシミリアン1世も聖体の奇跡と見なされていた現象を信じていた1人であった。

## 遺物
聖遺物は、奇跡を描いた多くの絵画とともに聖オズワルド教区教会に安置されている。